# 玫瑰革命
玫瑰革命，是2003年11月在格鲁吉亚发生的反对当时格鲁吉亚总统谢瓦尔德纳泽及其所领导政府的一系列示威活动，其领导人反对党统一民族运动党领袖萨卡什维利每次公开露面都拿一枝玫瑰，因此被称为玫瑰革命。最终，時任格鲁吉亚总统谢瓦尔德纳泽辞职。
萨卡什维利领导的反对党统一民族运动党获得了胜利，建立了民主选举的政府，其本人在2004年1月4日当选格鲁吉亚总统，而在2004年3月28日进行的格鲁吉亚国会选举中，萨卡什维利总统领导的政党获得了全部150个议席中的135个。此後格鲁吉亚與俄羅斯關係迅即轉差，并且最终引发了2008年的俄格战争。